# San José Miahuatlán
San José Miahuatlán è una municipalità dello stato di Puebla, nel Messico centrale, il cui capoluogo è la località omonima.
Conta 12.699 abitanti (2010) e ha una estensione di 333,35 km². 	 	
Il nome della località ricorda san Giuseppe (san José in spagnolo), mentre la seconda parte ha il significato di tra le spighe della pannocchia del mais in lingua nahuatl.